# Pedro Naranjo
Pedro Naranjo Machado (c. 1996) es un militar venezolano, teniente de la Guardia Nacional Bolivariana y piloto de helicópteros. En 2022 salió de Venezuela para acompañar a su padre, con quien ingresó a Estados Unidos en octubre de 2023. Después de que un juez de inmigración rechazara su solicitud de asilo político, Naranjo fue deportado de los Estados Unidos en diciembre de 2023. En Venezuela, fue acusado de deserción y recluido en la cárcel militar de Ramo Verde.

## Deportación y detención
Pedro tiene el rango de teniente y ha sido aviador de helicópteros de la Guardia Nacional Bolivariana. En 2022 salió de Venezuela con su padre, cruzaron la selva del Darién e ingresaron a la frontera sur de los Estados Unidos de Brownsville, el 4 de octubre de 2023, entregándose a las autoridades migratorias. Tras diez días de custodia, su padre fue puesto en libertad y ha residido en Texas mientras las autoridades estudiaban su caso de asilo, mientras que Naranjo permaneció en un centro de detención para indocumentados en Luisiana. Su padre dijo que no contó con un abogado a lo largo del proceso. En octubre un juez de inmigración rechazó su solicitud de asilo político y emitió una orden para su deportación.
Su padre apeló a la decisión ante un juez federal en Pearsall, Texas, pero perdió. El 12 de diciembre, la organización del exilio venezolano Independent Venezuelan American Citizens ("Ciudadanos Venezolanos Americanos Independientes", IVAC) envió una solicitud a la Casa Blanca para bloquear la deportación, aunque no recibieron respuesta.El 14 de diciembre, Naranjo fue deportado de los Estados Unidos a los 27 años. IVAC criticó la decisión y el presidente de la agrupación, Ernesto Ackerman, declaró que Pedro calificaba para el asilo por «miedo creíble» al ser hijo de un militar que estuvo encarcelado.
En Venezuela, Pedro fue acusado de deserción y recluido en la cárcel militar de Ramo Verde.

## Vida personal
Su padre, Pedro José Naranjo Suárez, es general retirado de la Aviación de Venezuela y fue detenido en mayo de 2018 por agentes de la Dirección General de Contrainteligencia Militar (DGCIM), acusado de insurrección, y encarcelado por tres años.En 2021, durante la pandemia de COVID-19, sufrió un derrame cerebral en prisión y estuvo hospitalizado. Ante presión internacional, se le concedió arresto domiciliario, pero salió del país junto con su hijo cuando se extendió la sentencia de otros acusados y por temor a que la medida fuese modificada a un encarcelamiento.